# Acerra (caixa)
Acerra (en grec antic λιβανωτρίς) era una caixa que s'usava en els sacrificis religiosos dels romans, segons diuen Virgili i Horaci.
L'encens que contenia es treia de la caixa i era llençat damunt de l'altar, on cremava. Era diferent del turíbul o encenser, on l'encens cremava a dins.
També portava aquest nom, segons Sext Pompeu Fest, un petit altar que es posava davant dels difunts i on es cremaven perfums. A la llei de les Dotze Taules una norma sumptuària restringia l'ús de l'acerra als funerals, segons diu Ciceró.